# All Up 2 You
«All Up 2 You» — второй сингл группы Aventura  альбома The Last. В песне участвуют Эйкон и Wisin & Yandel. 23 апреля они исполнили песню на церемонии вручения премии Billboard Latin Music Awards 2009 года. Участник Aventura Romeo использует эффект автоматической настройки в своем вокале. На эту песню был сделан ремикс на merengue. Песня также была включена в переизданный альбом Wisin & Yandel La Revolución: Evolution, а для мексиканского и бразильского изданий есть ремикс с участием дэнсхолл-артиста Адриана Бонтона (Adrian Banton), выступающего в стиле дэнсхолл на Premios Lo Nuestro 2010 песня была номинирована на «городскую песню года», уступив Тито эль Бамбино «El Amor» и Сотрудничество года, проиграв «Aquí Estoy Yo» Луиса Фонси. В 2011 году Aventura выпустила альбом Greatest hits эксклюзивно для Испании, в который в качестве бонус-трека была включена ремиксовая версия песни в том же жанре. Эта версия не включала в себя Эйкона и была переименована в «Vete».

## Клип
Клип был снят в мае 2009 года в отеле Mondrian в Майами-Бич, штат Флорида, режиссёром выступил Джесси Терреро. Премьера состоялась 5 июня 2009 года. Музыкальное видео начинается с того, что Romeo звонит Ленни, Генри, Максу из Aventura вместе с Wisin & Yandel, чтобы поговорить о таинственной посылке, позже на нём видно, как артисты поют в белой комнате и на других кадрах снаружи в саду. Различные районы отеля показаны на протяжении всего видео, в то время как артисты подпевают.

## Чарты
| Чарты (2009)                        | Позиция |
| ----------------------------------- | ------- |
| U.S. Billboard Hot Latin Tracks     | 4       |
| U.S. Billboard Latin Rhythm Songs   | 1       |
| U.S. Billboard Latin Tropical Songs | 2       |
| U.S. Billboard Latin Pop Songs      | 14      |
| U.S. Bubbling Under Hot 100 Singles | 8       |
| U.S Heatseekers Songs               | 41      |